# Kotaro Yamazaki
Kotaro Yamazaki (jap. 山崎 光太郎 Yamazaki Kotaro; ur. 19 października 1978) – japoński piłkarz występujący na pozycji napastnika.

## Kariera klubowa
Od 1997 do 2007 roku występował w klubach Nagoya Grampus Eight, Shimizu S-Pulse i Ventforet Kofu.